# Personaggi di Niní
Questa voce contiene un elenco dei personaggi presenti nella telenovela Niní.

## Personaggi principali
- Niní Gómez/Nicolás Zampanó, interpretati da Florencia Bertotti, doppiati da Eleonora Reti.[1]
Ha 25 anni. Innamorata di Tomás Parker fin dal suo primo incontro. La manderanno via per aver coperto Martín, responsabile di aver appiccato un incendio, prendendosene la colpa. Salverà la vita di Cecilia mascherata da Babbo Natale; lavorerà per Tomás travestita da autista con il nome di Nicolás Zampanò. Niní è una ragazza un po' goffa e maldestra e, quando diventa nervosa, inizia a parlare senza senso. Nonostante i suoi difetti, è di buon cuore, gentile, sensibile, innocente, dolce, leale, vivace e simpatica. Le sue tasche sono piene di oggetti, quasi non avessero un fondo. Vuole molto bene alle persone a lei care, e presto inizierà a volerne anche ai figli dell'ambasciatore Parker. Ha un cane di nome Otto, il quale inizialmente non potrà rimanere con lei nell'ambasciata, in quanto Celina è allergica agli animali. Odia qualsiasi tipo di ingiustizia. Niní abita con suo nonno, mentre suo padre viene solo menzionato come viaggiatore del mondo, mentre della mamma si sa solo che è morta. Nell'episodio 41 Victor dice che le cose che le ha detto il nonno non potrebbero essere vere per il fatto che si dimentica sempre di quello che dice. Nell'episodio finale tutti quanti scopriranno che era Nicolás a causa di Victor, ma poi la perdonano e si sposerà con Tomás.
- Tomás Parker, interpretato da Federico Amador, doppiato da Vittorio Guerrieri.[1]
Anche lui è innamorato di Niní, anche se inizialmente non lo vuole ammettere, ha dei figli, Martín, Chow, Chama, Cecilia, ed è il nuovo ambasciatore. Ha 32 anni, un fascino naturale, un sorriso splendente e uno sguardo penetrante. È alto, bello, intelligente, determinato, tenace, capace di lasciare tutto per inseguire un sogno. Tuttavia, è anche ingenuo. È avvocato e diplomatico, proprio come suo padre e suo nonno. Nonostante abbia assecondato le volontà della famiglia, questo giovane, cresciuto e istruito in diversi paesi, ha maturato un'attenzione spiccata verso il sociale sviluppando una personalità molto sensibile, altruista, di buon cuore e gentile. Piuttosto giovane si sposa con la sua ragazza di sempre, Fernanda, con la quale sognava di avere una casa con molti bambini. Decisero di adottare bambini provenienti da diverse zone del mondo, sebbene questo fosse sempre stato un progetto più suo che di Fernanda che, dopo qualche tempo, decise di accettare un'offerta di lavoro molto importante che l'ha condotta lontano dallo sposo e dai loro bambini adottivi. All'ambasciata si parla di un matrimonio con Celina, la segretaria di Tomás; ma alla fine della stagione si sposa con Niní; o perlomeno ci prova, perché il suo segreto verrà scoperto e rivelato da Victor, il fratello di Celina, innamorato di Niní.
- Celina Martínez Paz, interpretata da Paula Morales, doppiata da Roberta Greganti.[1]
È l'antagonista principale, è la segretaria personale di Tomás Parker. Ha 32 anni. I due erano vicini di casa e frequentavano la stessa scuola. Celina è sempre stata innamorata di Tomás e del potere che detiene in qualità di capo. È una donna tanto bella, raffinata e seduttrice, ma in realtà è perfida, bugiarda, crudele, egoista, arrogante, senza cuore e ingannevole. Ha un particolare fiuto per gli affari, gli imbrogli e “i fatti quotidiani” all'interno della politica, come li chiama lei. I bambini la rendono nervosa. Il suo più grande sogno, infatti, è quello di trovare una governante che si prenda cura dei ragazzi mentre lei tenta di trovare un posto nel cuore del duro Tomás. È una manipolatrice e dietro ai suoi modi apparentemente gentili e alla estrema efficienza, questa ambiziosa assistente gestisce la carriera e gli impegni dell'ambasciatore, esercitando una costante influenza su di lui. Ha un grande segreto: sette anni prima abbandonò una bambina appena nata che si scoprirà essere Cecilia, la figlia adottiva di Tomás. Non ha avuto una vita facile e questo giustifica in parte il suo comportamento nei confronti dei bambini.
- Martín Parker, interpretato da Juan Manuel Guilera, doppiato da Fabrizio De Flaviis.[1]
Ha 17 anni, in seguito 18, è fisicamente attratto da Sofía, ma innamorato di Lola. È argentino e adora le motociclette, sebbene suo padre gli abbia categoricamente proibito di guidarle. È un tipo a dir poco esplosivo, e, quando deve dire quello che gli sta passando per la testa, non ci pensa due volte, perché non è in grado di controllarsi, è incapace di valutare le conseguenze delle sue parole o delle sue azioni. Il più delle volte finisce col farsi del male o farne a qualcun altro. Colleziona modellini di automobili, è un bravo disegnatore e mostra grande abilità nelle lingue straniere. È suscettibile e ribelle, ma è anche dotato di uno spiccato senso dell'umorismo. Il suo debole è di non riuscire a trattenersi e molte volte la sua indole gioca a suo sfavore. È un ragazzo indomabile e non può essere facilmente fermato. Quando hanno cercato di rimandarlo a Santa Juliana per punizione, durante il viaggio scopre il segreto di Niní. Dopo questo viaggio, impara a controllarsi. Non va d'accordo con Juan perché era il fidanzato di Sofía. Alla fine della stagione Martin chiede a Lola di sposarlo, ma rifiuta, partendo poi con il suo gruppo di percussionisti. Ma un messaggio di Niní, prima della partenza col gruppo, torna da Martín confessando di volerlo sposare. Ma non avranno il consenso dei genitori, accontentandosi della convivenza, anche se per pochi giorni.
- Chow Parker, interpretata da Melanie Chong, doppiata da Joy Saltarelli.[1]
Ha 15 anni, è sudcoreana, all'inizio non sopporta vivere nell'ambasciata, per cui desidera tornare in Danimarca, ma poi si innamora di Tony, dopo essere stata lasciata dal suo fidanzato inglese. Parla alcune lingue, sebbene non è molto spigliata in nessuna di queste: tedesco, catalano, cinese, francese, inglese, italiano, portoghese e coreano. È una fan dei Beatles, ha buona testa per gli indovinelli, è vanitosa ed egocentrica. Può essere cattiva e geniale nello stesso tempo. Ha una buona memoria, perciò è in grado di memorizzare ogni informazione, leggendola soltanto una volta. Qualunque cosa ascolti, non la dimentica. Questa abilità le permette di essere brava in molte cose. La sua bellezza esotica ha portato i componenti dell'ambasciata a darle il soprannome di "Principessa Orientale". Conosce perfettamente le arti marziali ed è specializzata in autodifesa, tuttavia non mette in pratica questa sua capacità nella vita, a meno che non sia costretta a usarla. La sua migliore amica è Lola, con la quale litiga molte volte per bugie di Tony che Lola non le ha riferito e di cui era informata.
- Chama Chan Parker, interpretato da Sheyner Cristian Díaz Gómez, doppiato da Tito Marteddu.[1]
Ha 9 anni, è innamorato di Zoe. Rappresenta l'aria, la spiritualità, il misticismo. Africano, nato in Tanzania, Kaguera, è fan di Freddie Mercury e anche di Michael Jackson: infatti nelle sue esibizioni imitava alcuni suoi passi e cantava a ritmo delle sue canzoni (In Italia, sostituite da Disney Channel). È allergico alla foglia d'alloro. Salta la colazione e fa esercizi di meditazione. È nato sotto il segno della Vergine. È sonnambulo, parsimonioso, il più sensibile di tutti e si fa spesso la pipì addosso. In alcuni episodi si evince che abbia un potere taumaturgico nelle mani che però non funziona a suo comando. A causa del suo carattere, è difficile per lui identificare l'ironia e il sarcasmo. I suoi tempi sono lenti, specialmente se paragonati a quelli dei suoi fratelli che corrono sempre da un posto all'altro. Il suo motto è: “Correre? Per cosa?”. Incapace di far del male a una mosca e rischierebbe di mettere in pericolo la sua stessa vita pur di evitare che si facciano male gli altri. Ama tutti gli sport e sogna di diventare un giocatore di football (o baseball, o rugby).
- Cecilia Parker, interpretata da Iara Muñoz, doppiata da Agnese Marteddu.[1]
Ha 6 anni, in seguito 7, amica di Niní, in uno dei primi episodi verrà investita da una bicicletta, ma verrà salvata da Niní travestita da Babbo Natale. Lei è come l'acqua, morbida e piacevole. È la più piccola dei fratelli Parker e la meno “contaminata”. Sua madre è Celina, e l'ha data in adozione appena nata, ma nessuno ne è ancora a conoscenza. È l'unica a essere stata adottata da piccola. Non parla correttamente, e sbaglia le parole. Sarà l'alleata naturale di Niní nella casa, anche per la conoscenza del segreto di quest'ultima. Cecilia è amorevole, gentile, sensibile e innocente con tutti, ma non sopporta Celina, anche se alla fine si affezionerà molto anche a quest'ultima, e vorrà andare a vivere con lei.

## Personaggi secondari
- Sebastián Gallardo, interpretato da Diego Gentile, doppiato da Roberto Certomà.[1]
È l'assistente di Tomás nonché suo migliore amico, l'unico ad aver scoperto che l'ambasciatore è innamorato di Niní. È innamorato di Vicky. È un ottimo avvocato, non ha quasi mai perso una causa.
- Victoria "Vicky" Acuña, interpretata da Maida Andrenacci, doppiata da Gemma Donati.[1]
È la migliore amica di Niní ed è lei che la incoraggia nel cercare Nicolás. Ha 25 anni, ed è l'opposto di Niní in tutto: è spericolata, divertente, egocentrica. Indossa sempre minigonne e tacchi alti ed è sempre elegante. Canta spesso e le piacerebbe lavorare in TV. È innamorata di Sebastian. Dall'episodio 23 lavora come guida turistica presso l'ambasciata e successivamente si innamora di Sebastián, il migliore amico di Tomás.
- Victor Martínez Paz, interpretato da Esteban Meloni, doppiato da Francesco Pezzulli.[1]
Ha 28 anni. È il fratello minore di Celina ed è considerato un buono a nulla e un immaturo. All'apparenza può sembrare un gentiluomo, ma in realtà è un individuo subdolo, avaro, opportunista, ipocrita, arrogante, malizioso e crudele ed è il secondo antagonista della serie. Ha sempre avuto soldi, o comunque ha sempre avuto qualcuno che lo mantenesse: infatti, ha ricattato la sua stessa sorella pur di avere un posto all'ambasciata. In caso caso contrario, avrebbe rivelato a Tomás il suo segreto. È affascinato da quasi tutte le donne, inoltre non si fa molti scrupoli se, nel momento in cui ha una relazione, può trarne un beneficio. Cela molti segreti e non è in grado di fare niente. Condivide questi segreti con Celina, la sua unica alleata che, però,  non si fa scrupoli a ricattare se non fa quello che le dice. Ha una sfrenata passione per le scommesse, il biliardo e le moto. È innamorato di Niní.
- Orazio Raimundi, interpretato da Héctor Díaz, doppiato da Mino Caprio.[1]
È il maggiordomo dell'ambasciata. Anche se a prima vista non sembra, Orazio è giovane, dal momento che ha iniziato a lavorare in ambasciata come un cadetto. È ossessionato dall'ordine e gli piacciono le cose chiare e gli oggetti d'antiquariato. È un gran pettegolo, pessimista, cinico e scontroso e per questo Lupe gli ha affibbiato il soprannome di "corvo". Nonostante il suo pessimismo, ha un cuore d'oro, è sensibile e altruista ed è molto fedele a Tomás. Non tollera la tenda di Niní in mezzo al giardino, tuttavia non è in grado di far fronte all'opposizione di Lupe, Nonno Héctor, Niní e Angelo tutti insieme.
- Angelo Espósito, interpretato da Sebastian Mogordoy, doppiato da Fabrizio Picconi.[1]
È un tuttofare. Ha 25 anni, è ingenuo, innocente e buono. Si è sempre preso cura del fratello Juan, e ogni tanto si rifiuta di vederlo cresciuto, ma farebbe qualunque cosa per lui. È innamorato di Niní, ma non ha il coraggio di confessarle il suo amore a causa della sua eccessiva timidezza. Dopo un po' di tempo si innamora di Carmen.
- Héctor Gómez, interpretato da Pablo Napoli, doppiato da Gianni Giuliano.[1]
È il giardiniere, nonno di Niní. Ha 65 anni, soffre della malattia di Alzheimer, quindi da un po' di anni tende a perdersi, dice parole senza senso e dimentica di prendere le sue medicine. Inoltre, è un uomo di buon cuore, sensibile, socievole e compassionevole ed è stato lui a crescere Niní, fin da quando il padre si assentò e nessuno sapeva chi fosse la madre. Ha la vocazione per il giardinaggio e ama le piante. È una di quelle persone che non potrebbe mai vivere in un appartamento né abbandonare il suo giardino.
- Carmen Juárez, interpretata da Vanesa Butera, doppiata da Daniela Abbruzzese.[1]
È la segretaria dell'ambasciata. Perdutamente innamorata di Nicolás, è assolutamente convinta che lui ricambi il suo amore, ma dopo di Angelo. Odia Vicky. Ha 25 anni e proviene da una selezione del personale gestita da Celina. Carmen conosce Celina, perché l'ha vista nelle foto nella rivista “Faces”. Ammira il suo stile e il suo charme. È una persona molto gelosa.
- Guadalupe "Lupe" Del Cerro, interpretata da Marta Paccamici, doppiata da Doriana Chierici.[1]
È la cuoca dell'ambasciata. Inizia a lavorare presso l'ambasciata quando era molto giovane, e, nel suo lavoro è molto responsabile. Le ricette classiche non erano abbastanza per lei, così ha migliorato il suo servizio come una vera professionista, violando molte volte le rigidissime regole alimentari in vigore all'ambasciata. Ha imparato molte ricette culinarie da tutto il mondo. È in grado di preparare squisiti piatti orientali, tra cui un delizioso gulasch. Non sopporta il disordine in cucina. Col passare del tempo si innamora di un fruttivendolo.
- Adelfa Amendola, interpretata da Adriana Ferrer, doppiata da Michela Alborghetti.[1]
In ambasciata è considerata una pettegola. Gira sempre con un fischietto, che usa quando scopre che una cosa non deve essere fatta.
- Chiquito "Chiqui" Kehajan, interpretato da Raymund Buchannan. 
È la guardia dell'ambasciata, non parla mai: per questo motivo non si capisce mai se comprenda ciò che gli si dice. In realtà parla solo inglese. Scoprirà, in qualche episodio prima della fine della serie, che Nicolás in realtà è Niní, e ne resterà veramente scioccato, tanto da andare a dire in tutta l'ambasciata la frase "Oh my god", lasciando a bocca aperta tutto il personale per averlo sentito parlare per la prima volta.
- Sofía Anzoátegüi, interpretata da Paula Sartor, doppiata da Gaia Bolognesi.[1]
È la ragazza di Juan, ma sembra innamorata di Martín, odia Lola ed è la sorella di Zoe. Sofía ha 17 anni, è la figlia di un ricco diplomatico, in grado di condurre proficui e loschi affari. Sofía è impulsiva e vanitosa. È bellissima e sa di esserlo e fa uso di questo dono nel modo che piace a lei, cioè quello della moda. Viaggia in tutto il mondo, ma l'Europa è il posto che ama di più per via della moda, mentre le isole dei Caraibi sono le sue preferite per il mare. È molto intelligente e a scuola se la cava perché riesce a far credere anche agli insegnanti di essere una persona che sa tutto. È presuntuosa, snob, disonesta, arrogante e per nulla timida. È capace di fare tutto ciò che serve per ottenere ciò che vuole. Si fidanza con Martín, ma la cosa dura poco.
- Lola Benítez, interpretata da Giselle Bonaffino, doppiata da Monica Vulcano.[1]
Ha 17 anni ed è innamorata di Martín, ma nega i suoi sentimenti. La sua rivale è Sofía. Lola è molto gentile. È sempre al parco con i suoi amici e balla l'hip hop. Frequenta la scuola pubblica e pensa che i figli dell'ambasciatore non abbiano i piedi per terra, ma ben presto diventerà la migliore amica di Chow, dando ripetizioni di matematica a Martín. Al contrario di Sofía è una ragazza molto sensibile, anche se cerca di nascondere i suoi sentimenti che riesce a dire con fatica. Lola è sempre pronta ad aiutare il prossimo e per farla felice basta poco, ma odia che le venga detto cosa fare e non perdona facilmente. Lola è una ragazza molto chiusa, e, dopo il tradimento di Martín cercherà di dimenticarlo con Abel, ma purtroppo negare i suoi sentimenti non servirà a niente perché sa benissimo di essere innamorata persa di Martín. Inizierà a far parte della band di Doddy (un percussionista famoso) chiamata "Doddy e gli otto ottavi". Doddy si innamorerà di lei ma lei lo respingerà tornando così da Martín.
- Juan Espósito, interpretato da Esteban Masturini, doppiato da Alessio Puccio.[1]
Ha 18 anni, è il ragazzo di Sofía, rivale di Martín, fratello di Angelo; Abel è uno dei suoi migliori amici. È sempre al parco e balla l'hip hop. Frequenta la scuola pubblica e pensa che i figli dell'ambasciatore non abbiano i piedi per terra. All'inizio appare antipatico, arrogante e spaccone, ma poi il suo carattere si stempera fino a diventare simpatico, soprattutto con Chama Chan, che diventerà suo fratello del cuore.
- Abel Lopez, interpretato da Valentín Villafañe, doppiato da Jacopo Bonanni.[1]
Ha 18 anni, è uno dei migliori amici di Juan ed è innamorato di Lola. Quando Lola lascia Martín, lui coglie l'occasione per avvicinarsi a lei.
- Tony Muñoz, interpretato da Juan Pablo Urrego.
Ha 18 anni, ed è innamorato e corrisposto di Chow. Martín è il suo migliore amico, ma presto lo sarà anche Juan. Vive all'ambasciata, e inizialmente la sua storia con Chow è segreta, perché sa bene che Martín non vuole che tra lui e la sorella ci sia qualcosa, ma presto Martín cambierà idea e aiuterà anche il suo amico Tony. Romperà con Chow perché, per uno scambio culturale, si innamorerà di un'altra ragazza di nome Andy. Andy è bellissima e attrae sia Tony sia Juan. Si metterà con Tony, ma quando scopre che Chow era ancora la sua ragazza, lo lascia. Sarà odiata da Chow e Martín.
- Jotace Fuentes, interpretato da Agustin Franzoni, doppiato da Mirko Cannella.[1]
Ha 17 anni, è amico di Martín, degli altri ragazzi del ritrovo e di Niní. All'inizio non sopporta Juan, ma in seguito diventeranno amici. Sa ballare molto bene l'hip-hop.
- Thaís, interpretata da Natalia Jascalevich, doppiata da Monica Bertolotti.[1]
È la sorella biologica di Chama. Si scopre grazie a una lettera inviata da Victor. Cecilia all'inizio è gelosa di lei ma poi diventeranno grandi amiche. Alla fine si fidanza con Juan e verrà anche lei adottata dall'ambasciatore. È una ragazza affascinante, simpatica, allegra, molto dolce, gentile, sensibile e di buon cuore. È anche un'abile ballerina e sa cantare davvero bene.
- Zoe Anzoátegüi, interpretata da Antonia Bengoechea, doppiata da Asia Beniamina Gigli.[1]
Ha 10 anni ed è la sorella di Sofía, Chama è innamorato di lei. Negli episodi iniziali odia la piccola Cecilia, ma con il tempo diventano grandi amiche. È prepotente, inizialmente pensa che Chama sia un bambino sciocco, poi si "fidanzeranno", anche se all'inizio i genitori di Zoe non son d'accordo.
- Damián
È stato il fidanzato di Niní in quinta elementare. Scopre che Niní e Nicolás sono la stessa persona, a causa di alcuni indizi "scappati" dai dipendenti.
- Andy, doppiata da Virginia Brunetti.[1]
È la ragazza venuta per lo scambio culturale con Chow, si innamora di Martín e Tony, mettendosi in competizione con Lola, Sofía e Chow.
- Carla, interpretata da Victoria Tortora, doppiata da Chiara Gioncardi.[1]
È la ragazza a cui piace Juan all'inizio. Alla fine si fidanzerà con Martín e quando la lascerà il ritrovo sarà del padre di Carla. Dopo che riescono a prendersi di nuovo il ritrovo, Carla partirà e non ritornerà più.
- Axel interpretato da Marcelo Zamora.
Ex fidanzato di Lola. Renderà la vita di Martín difficile facendogli degli scherzi. Dopo il furto dell'auto sparisce dalla scena, apparendo un'ultima volta e avendo uno scontro con Juan e mentre i due si picchiano arriva la polizia e Juan confessa tutto riguardo al furto dell'auto. Da quell'episodio Axel sparisce di scena, venendo solo citato a volte da Martín o dal giudice.
- Eva Castija interpretata da Agustina Posse, doppiata da Letizia Scifoni.
Fu l'infermiera che assistette Celina nel momento del parto. Eva trova una vecchia foto di Tomás e ricorda che fu la persona che adottò la figlia di Celina. Ricatta Celina perché non si sappia che ha abbandonato Cecilia. Viene citata un'ultima volta grazie a un video durante il processo tra Celina e Tomás, per farla come prova a favore di Tomás anche se non servirà a molto.
- Fernanda
È l'ex-moglie di Tomás, con il quale decise di adottare figli da diverse parti del mondo. Dopo che Fernanda accetterà una proposta di lavoro, si allontanerà dai figli e dal marito, dal quale divorzierà.
- George McGruster, interpretato da Mario Moscoso.
Mafioso gioielliere francese che inganna Niní/Nicolás acquistando per poco i gioielli dell'ambasciata. Si muove con due bulli. È sinistro e pericoloso.